# Pallacanestro maschile ai XIV Giochi del Mediterraneo
Il torneo di pallacanestro maschile ai XIV Giochi del Mediterraneo si è svolto nel 2001 a Tunisi.

## Classifica finale
| - | Team       | Formazione |
| - | ---------- | --- |
|   | Spagna     | SpagnaAlzamora, Cazorla, Fernández, González, Grimau, Guardia, Marco, Montañez, Mumbrú, Rodríguez, Torres, Yañez, All. Moncho López                                                |
|   | Grecia     | Grecia under 26Asīmakopoulos, Diamantidīs, Dorkofikīs, Falekas, Kouvarīs, Marmarinos, Misiakos, Papaiōakeim, Paulidīs, Spanoulīs, Tapoutos, Zīsīs, All. Nikos Stauropoulos         |
|   | Italia     | Italia sperimentale4 Ress, 5 Bulleri, 6 Michelori, 7 Zanelli, 8 Vanuzzo, 9 Mancinelli, 10 Gigena, 11 Cittadini, 12 Mordente, 13 Santarossa, 14 Podestà, 15 Monti, All. Luca Banchi |
| 4 | Jugoslavia | |
| 5 | Tunisia    | |
| 6 | Turchia    | |
| 7 | Algeria    | |
| 8 | Libano     | |